# Les Habitants des tombes

Les Habitants des tombes est un recueil de nouvelles de fantasy et d'horreur signé Robert E. Howard. L'édition de ce volume, regroupant des textes déjà publiés en français et d'autres inédits, est due à François Truchaud, également traducteur des nouvelles inédites. Il s'agit exclusivement de nouvelles originales n'appartenant à aucune des grandes sagas de Robert E. Howard. Ce recueil se concentre essentiellement sur des œuvres publiées dans divers supports bien des années après la mort de Howard. L'une des nouvelles (La maison parmi les chênes) est d'ailleurs en grande partie rédigée par August Derleth. Il est notable de constater que cet ouvrage n'est pas l'adaptation/traduction d'un recueil anglais ou américain, mais un véritable travail d'édition français, puisant dans diverses sources originales.

## Éditions françaises
- Aux éditions NéO, en septembre 1985  (ISBN 2-7304-0337-X)
- Aux éditions Fleuve noir, en septembre 1991  (ISBN 2-265-04554-3)

Il est à noter que ces deux éditions sont épuisées et que le recueil n'a pas été ré-édité depuis.

## Nouvelles
(Présentées dans l'ordre retenu par la publication française)
1. Delenda Est (Delenda Est - 1968)[1]
2. Celui qui hantait la bague (The Haunter of the Ring - 1934)[2]
3. La maison parmi les chênes (The House in the Oaks - 1971)[3]
4. Le cobra du rêve (The Cobra in the Dream - 1968)[4]
5. Le fléau de Dermod (Dermod's Bane - 1967)[5]
6. Le peuple de la Côte Noire (People of the Black Coast - 1969)[6]
7. Les Habitants des Tombes (The Dwellers under the Tombs - 1976)[7]
8. La Lune du Zambebwei (Moon of Zambebwei - 1935)[8]
9. Les adorateurs d'Ahriman (Black Wing Blowing - 1936)[9]